# HD 113436
HD 113436，又名BD+60 1439，SAO 28613、HR 4936，是一颗恒星，视星等为6.53，位于銀經120.31，銀緯57.35，其B1900.0坐标为赤經12h 58m 33.9s，赤緯+60° 57.35′ 14″。